# Tomb Raider: Anniversary
Lara Croft Tomb Raider: Anniversary este un joc video de acțiune-aventură dezvoltat de Crystal Dynamics și publicat de Eidos Interactive. Lansat în 2007, jocul este un remake al jocului original "Tomb Raider" din 1996, creat pentru a sărbători cea de-a zecea aniversare a francizei.

## Poveste și tematică
Acțiunea jocului o urmărește pe faimoasa arheologă și aventurieră, Lara Croft, în căutarea unui artefact legendar cunoscut sub numele de Scion. Povestea începe când Lara este angajată de un individ misterios, Jacqueline Natla, pentru a recupera artefactul. Pe parcursul aventurii, Lara descoperă că Natla are planuri sinistre pentru Scion și decide să oprească aceste planuri, explorând morminte antice și rezolvând puzzle-uri complexe pentru a salva lumea de la distrugere.

## Gameplay
Jocul păstrează multe dintre mecanicile și structura originalului, dar introduce și elemente moderne pentru a îmbunătăți experiența de joc. Controalele au fost actualizate pentru a fi mai fluide și mai intuitive, iar grafica a fost îmbunătățită semnificativ datorită tehnologiilor moderne de randare.
- Explorare: Lara traversează diverse medii, de la morminte subterane la ruine antice, fiecare plin de capcane și obstacole. Jucătorii trebuie să folosească abilitățile acrobatice ale Larei pentru a naviga prin aceste peisaje periculoase.
- Puzzle-uri: Jocul este cunoscut pentru puzzle-urile sale elaborate, care necesită gândire logică și creativitate pentru a fi rezolvate. Acestea variază de la manipularea obiectelor și comutatoarelor la descoperirea de căi ascunse și deblocarea ușilor secrete.
- Combat: Deși explorarea și puzzle-urile sunt centrale, combatul are și el un rol important. Lara se confruntă cu diverse creaturi și inamici umani, folosind o varietate de arme și tactici de luptă.

## Dezvoltare și lansare
Dezvoltarea "Tomb Raider: Anniversary" a început în urma succesului lui "Tomb Raider: Legend", un alt titlu reimaginat de Crystal Dynamics. Echipa a folosit motorul grafic din "Legend" pentru a recrea nivelurile și mediile din jocul original, adăugând detalii și complexitate pentru a se alinia cu așteptările moderne ale jucătorilor.
Jocul a fost lansat pentru multiple platforme, inclusiv PlayStation 2, PlayStation 3, PlayStation Portable, Xbox 360, Wii și PC. Fiecare versiune a fost optimizată pentru a profita de hardware-ul specific al platformei respective, asigurând o experiență de joc fluidă și captivantă.

## Receție și impact
"Tomb Raider: Anniversary" a fost bine primit de critici și jucători deopotrivă. Recenziile au lăudat fidelitatea față de materialul sursă, în timp ce au apreciat îmbunătățirile aduse gameplay-ului și graficii. Jocul a fost văzut ca un tribut respectuos adus clasicului din 1996, reușind să atragă atât fanii vechi, cât și o nouă generație de jucători.
- Critici: Criticii au lăudat designul nivelurilor, puzzle-urile ingenioase și prezentarea generală a jocului. Cu toate acestea, au existat și unele critici legate de control și de unele secțiuni de combat, care au fost considerate mai puțin rafinate.
- Premii: Jocul a primit multiple nominalizări și premii pentru designul său excelent și pentru contribuția sa la revitalizarea unei francize iconice.

## Moștenire
"Tomb Raider: Anniversary" este considerat unul dintre cele mai reușite remake-uri din istoria jocurilor video. A reușit să păstreze spiritul originalului, în timp ce a adus îmbunătățiri semnificative care au permis francizei să rămână relevantă în era modernă a jocurilor video. Jocul a consolidat și mai mult statutul Larei Croft ca un simbol cultural și a deschis calea pentru viitoarele iterații ale seriei, inclusiv reboot-ul din 2013.

Jocul este un exemplu excelent de cum poate fi realizat un remake, combinând respectul pentru materialul original cu inovația modernă pentru a crea o experiență de joc memorabilă și captivantă.
1. ↑  Humble Store
2. 1 2  redump.org
3. ↑  Steam, accesat în 31 martie 2022